# Bejcgyertyános
Bejcgyertyános è un comune dell'Ungheria di 514 abitanti (dati 2001). È situato nella contea di Vas.